# Фрегати Type 23
Фрегати з керованими ракетами типу 23 — британські фрегати з керованими ракетами, які входять до складу Королівського флоту з 1990 року. Кораблі були названі на честь британських принців. За весь час було побудовано 16 кораблів, 3 з яких продано до Чилі. Кораблі також відомі як клас «Дюк».

## Історія
Спочатку кораблі типу 23 призначалися для боротьби з радянськими підводними човнами, що діяли в Північній Атлантиці. В результаті досвіду, отриманого під час Фолклендської війни, проект піддався ґрунтовним змінам. Було додано потужну зенітну зброю, ракети «Гарпун» і 114-мм універсальну морську гармату.
Будівництво першого блоку HMS «Норфолк» розпочалося 14 грудня 1985 року, спущено на воду в 1987 році, введено в експлуатацію 1 червня 1990 року. У 2005 році було прийнято рішення вивести з експлуатації три кораблі цього типу і продати їх Чилі. Військо-морські сили Чилі експлуатують їх з 2006 року.

## Опис
Корабель характеризується використанням у своїй конструкції елементів стелс технології, що дозволяє зменшити інфрачервоне випромінювання та радіолокаційне відлуння. Завдяки використанню комбінованої морської енергетичної установки CODLAG, корабель може працювати від електродвигунів, що значно знижує рівень шуму від енергетичної установки судна, що особливо корисно у випадку стеження за підводними човнами.

## Список кораблів
| Корабель              | Введення в службу  | Статус (2020)                                                                                                |
| --------------------- | ------------------ | --- |
| HMS «Норфолк»         | червень 1990 року  | виведено з Королівського флоту в 2005 році; проданий до Чилі, на дійсній службі як «Almirante Cochrane»      |
| HMS «Аргайл»          | травень 1991 року  | на дійсній службі                                                                                            |
| HMS «Ланкастер»       | травень 1992 року  | на дійсній службі                                                                                            |
| HMS «Мальборо»        | червень 1991 року  | виведено з Королівського флоту в 2005 році; проданий до Чилі, на дійсній службі як «Almirante Condell»       |
| HMS «Залізний герцог» | травень 1993 року  | на дійсній службі                                                                                            |
| HMS «Монмут»          | вересень 1993 року | на дійсній службі                                                                                            |
| HMS «Монтроуз»        | червень 1994 року  | на дійсній службі                                                                                            |
| HMS «Вестмінстер»     | травень 1994 року  | на дійсній службі                                                                                            |
| HMS «Нортумберленд»   | жовтень 1994 року  | на дійсній службі                                                                                            |
| HMS «Річмонд»         | червень 1995 року  | на дійсній службі                                                                                            |
| HMS «Сомерсет»        | вересень 1996 року | на дійсній службі                                                                                            |
| HMS «Графтон»         | травень 1997 року  | виведено з Королівського флоту в березні 2006 року; проданий до Чилі, на дійсній службі як «Almirante Lynch» |
| HMS «Сазерленд»       | липень 1997 року   | на дійсній службі                                                                                            |
| HMS «Кент»            | червень 2000 року  | на дійсній службі                                                                                            |
| HMS «Портленд»        | травень 2001 року  | на дійсній службі                                                                                            |
| HMS «Сент-Олбанс»     | червень 2002 року  | на дійсній службі                                                                                            |